# 香港導盲犬服務中心

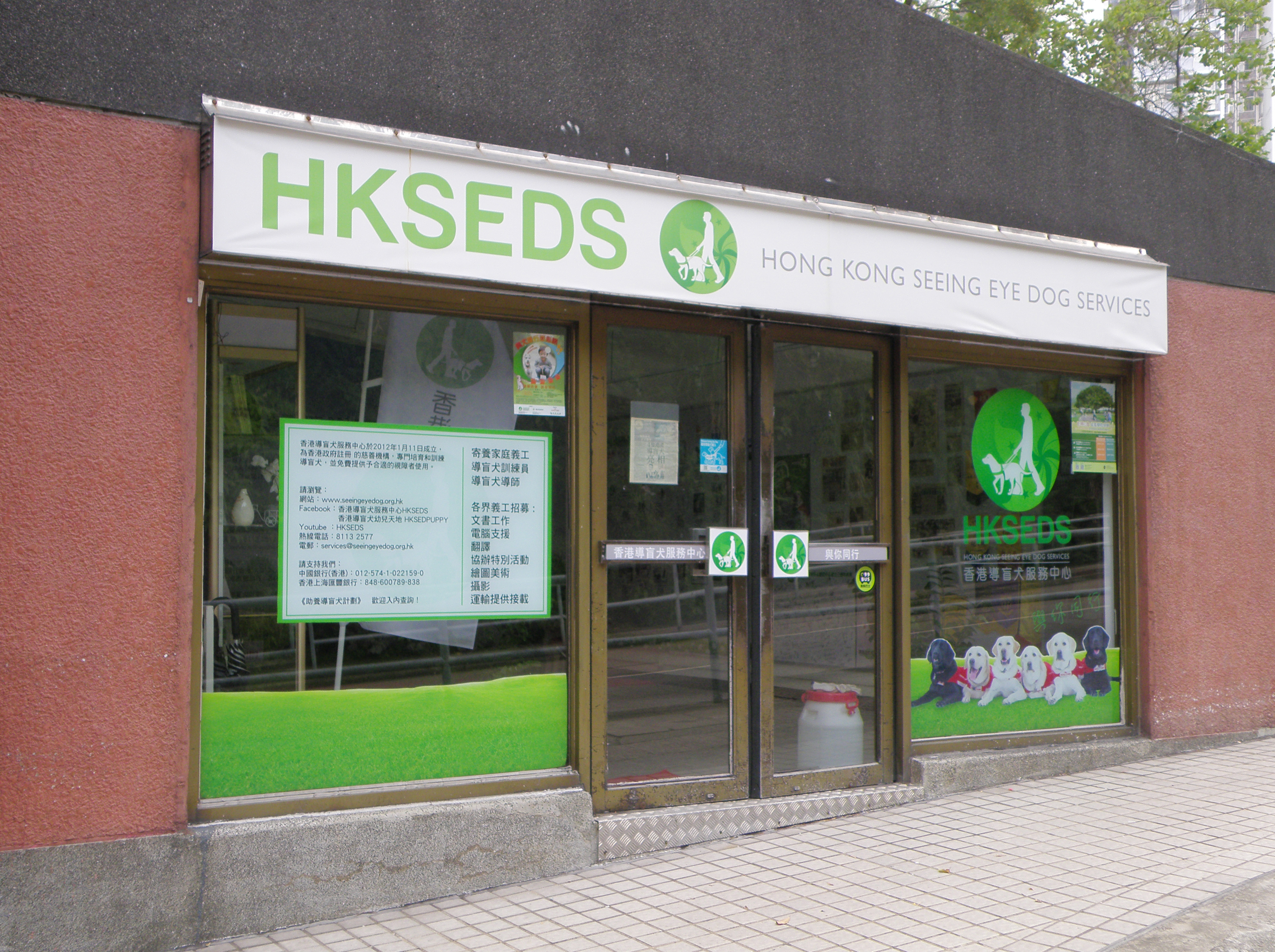
香港導盲犬服務中心。

香港導盲犬服務中心是香港的一家慈善機構，於2012年1月11日成立。亦是香港兩家主要的導盲犬機構之一。

## 願境和使命[2]
香港導盲犬服務中心提倡及推廣導盲犬服務本地化，致力培訓本地人才及訓練導盲犬，以香港為根基。同時亦藉此增進社會互助精神及愛護動物之風氣，促進市民對弱勢社群的重視及瞭解身心障礙者的需求。
其服務包括：
- 培訓本地導盲犬訓練員和導師
- 訓練及繁殖本地導盲犬
- 免費提供已受訓的導盲犬予合適的視障人士使用，並作出配對後的跟進服務
- 推廣保護導盲犬及防止導盲犬被遺棄或虐待

## 里程碑

### 2012年
- 1月12日：張偉民以義務工作者身份成立香港導盲犬服務中心，中心專門提供導盲犬的培育和訓練以及將培訓成功的犬隻免費提供與有需要而又合適的視障者使用；並會進行配對訓練及提供日後的跟進服務，支援視障人士；同時，推廣保護導盲犬及防止配對後被遺棄或虐待的機會。該中心將培訓本地導盲犬訓練員和導師，以延續此項服務，希望能薪火相傳，最終使這項服務本地化。該中心希望藉着推廣導盲犬，可以增進社會互助精神及愛護動物之風氣，促進港人對弱勢社群的重視及瞭解身心障礙者的需求。
- 4月：國際導盲犬月，國際間以每年4月份最後的星期六為「國際導盲犬日」。香港導盲犬服務中心以每年4月份最後的星期六為「香港導盲犬日」。
- 7月：派出一名學員黃綺華到台灣導盲犬協會學習「寄養家庭指導員」一職。
- 7月18日，由張偉民先生（Raymond Cheung）訓練的導盲犬Google完成長達一年多的訓練，正式成為全港首隻本土訓練及畢業的導盲犬。[3] [4]
- 11月26日：日本關西盲導犬協會送贈導盲幼犬Tobi及Tovi予香港導盲犬服務中心，成為該中心第3及4隻本地培育的幼犬。
- 12月：得到台灣導盲犬協會的支持，香港導盲犬服務中心與台灣導盲犬協會策劃的「導盲犬學員種子訓練計劃」在12月初落實推行。該中心首名派往外地受訓的導盲犬種子學員譚雅紋已正式開展在台灣的學習生活，由台灣導盲犬協會的導師予以訓練並安排實習工作。

### 2013年
- 1月8日：由關西盲導犬協會免費送贈的第5及第6隻導盲幼犬「Whisky」及「Walker」抵港。
- 1月12日：服務中心宣佈Iris訓練完成及成功與視障人士配對，正式成為香港開埠以來第2隻本土訓練成功的導盲犬。[5][6]
- 8月27日：服務中心得到國際導盲犬聯盟（IGDF）的確認，已正式被接納為申請人階段（Applicant Organisations Status）( 詳情請瀏覽igdf.org.uk/links/ ) ，成為香港首間獲得此國際性權威組織資歷的導盲犬機構。
- 8月30日：台灣導盲犬協會再次捐贈兩隻導盲幼犬，兩隻幼犬分別名為Yoyo 及Yahoo。
- 9月11日：香港導盲犬服務中心得到國際導盲犬聯盟的確認，已正式被接納為申請人階段（Applicant Organisation），率先成為香港首間獲得此國際性權威組織資歷的導盲犬機構。
- 10月25日：日本名古屋中部盲導犬協會送贈的導盲犬Range到港。

### 2014年
- 2月4日：導盲幼犬 Tovi 成功通過性格及醫學評估，被選為香港首隻導盲犬的種犬。
- 3月6日：台灣導盲犬協會再次捐贈兩隻導盲幼犬，分別名為Billy 及 Coby。
- 5月20日：服務中心榮獲「國際導盲犬聯盟」（IGDF）頒發兩年一度的 Derek Freeman Scholarship，可派員前往”Guide Dog Victoria” 學習導盲犬人工授孕及其他繁殖技術。
- 5月25日：宣佈正式委任藝員胡杏兒小姐為中心第1任關愛大使。
- 6月11日：學員譚雅紋完成在台灣導盲犬協會（TGDA）的海外受訓，從台灣返港。
- 7月22日：Yoyo 被甄選為母種犬，將與被選為種犬的 Tovi，一起肩負繁殖首胎本地導盲幼犬的重任。
- 10月1日：正式成為香港社會服務聯會之成員。
- 10月8日：李苑甄成為服務中心第2位訓練學員。服務中心亦得到韓國導盲犬學校 Samsung Guide Dog School 的協助及支持，幫助培養本土訓練人員。
- 10月14日：Range及Walker正式畢業成為導盲犬，成功與視障人士配對。
- 11月13日：英國導盲犬協會送贈兩隻導盲幼犬 Delsie 和 Fraser到達香港。
- 12月17日：Billy被甄選成為第2隻種犬。

### 2015年
- 2月3日：服務中心選址葵涌的第一間訓練中心正式開幕。
- 3月21日：4隻香港本土繁殖的首胎導盲犬誔生，全為雌性[7]，父母為種犬Billy及Yoyo。
- 4月7日：宣布來自台灣的奶油黃色拉布拉多導盲犬 Yoyo 和 Billy，1月交配。
- 4月17日：美國Guiding Eyes For The Blind送贈Ned及Nimbus 2隻幼犬到港。
- 6月6日：服務中心的4隻本土繁殖幼犬正式命名為 Holly、Herbact、Hardos 及 Happy。以「H」字母開頭，寓意植根香港。[8]
- 8月17日：TVB劇集《陪著你走》主題曲《天使》正式於各社交媒體發佈，同時公佈該主題曲由本中心第1任關愛大使胡杏兒主唱。
- 8月23日：TVB劇集《陪著你走》於本中心會址舉行「小天使伴你同行」宣傳活動，本中心第1任關愛大使胡杏兒、導盲犬Range及服務使用者崔宇恒（Walter）均有出席。
- 8月31日：TVB劇集《陪著你走》正式播出，本中心第1任關愛大使胡杏兒及導盲犬Range均有參與。
- 9月1日：彭愷婷（Brenda Pang）成為香港導盲犬服務中心第3位訓練學員。
- 9月25日：譚雅紋基於個人健康理由正式辭職，其於過往3年成功訓練導盲犬 Tobi 及 Whisky。[9]其後轉職為寵物保姆，提供專業寵物照顧服務。[10]
- 9月27日：Tobi及Whisky和使用者配對成功，正式成為導盲犬。

### 2016年
- 1月27日：美國Guiding Eyes For The Blind送贈幼犬Calla給中心，成為中心第20隻幼犬。
- 3月13日：香港首胎人工繁殖導盲犬誔生。此胎共有3男2女（稱為「五小福」：Apple（女）、Ape（男）、Amigo（男）、Almore（女）及 AA（男））[11][12][13]），父母為種犬 Tovi 及 Delsie。以「A」英文字母命名，寓意「Artificial Insemination」（人工受孕）的成功[14]
- 3月20日：Yoyo與視障人士成功配對，正式畢業成為導盲犬。
- 5月15日：Coby與視障人士成功配對，正式畢業成為導盲犬。
- 6月18日：於今年3月份出生的香港首胎人工繁殖導盲犬正式命名為Apple, Ape, Amigo, Almore 及 AA。
- 7月28日：服務中心培育出第2胎人工受孕導盲幼犬，一共8隻黑色的拉布拉多犬（稱為「八顆星」：Beacon（女）、Bingo（女）、Bruno（男）、Blueprint（男）、Brighten（女）、Bess（女）、Buck（男）及 BooBoo（女）[15][16]），父母為種犬 Fraser 及 Calla。
- 9月21日：第3胎導盲幼犬正式獲得善心人士及機構命名如下：Beacon, Bingo, Bruno, Blueprint, Brighten, Bess, Buck 及 BooBoo；當中BooBoo由中心第1任關愛大使胡杏兒命名。
- 10月4日：Brighten被贈送予香港導盲犬協會。Bingo 及 Bess 則被贈予亞洲導盲犬繁殖聯盟（AGBN）下的日本九州盲導犬協會及台灣惠光導盲犬學校。[15][17][18]

### 2017年
- 2月28日：服務中心與羅馬尼亞導盲犬機構LIGHT INTO EUROPE結成聯盟，作為長遠發展伙伴。
- 3月31日：本中心現已具備符合國際導盲犬聯盟會員的資歷，並已正式遞交會員申請。這意味本中心即將成為香港，乃至全國首家獲得國際認可資歷的導盲犬服務機構。
- 4月1日起：本中心成為公益金的會員，並獲香港公益金資助，推廣導盲犬服務。
- 4月20日：訓練員李苑甄小姐獲得國際認可導盲犬訓練員資格，成為香港首位於本土接受訓練而獲得國際認可資格的導盲犬訓練員。
- 4月20日：導盲犬Happy及Holly舉行畢業典禮，成為香港首批本土繁殖、於本港接受香港導盲犬訓練員訓練及成功與視障人士配對的導盲犬。
- 4月20日：Holly與視障人士成功配對，正式畢業成為導盲犬。
- 4月20日：Happy與視障人士成功配對，正式畢業成為導盲犬。
- 4月27日：服務中心具備符合國際導盲犬聯盟會員的資歷，正式遞交會員申請，即將成為香港，乃至全國首家獲得國際認可資歷的導盲犬服務機構。
- 5月30日：服務中心繁殖的第四胎導盲幼犬「六司令」於5月30日端午節出生，一胎6隻，4男2女，三黑三黃的拉布拉多犬: Chester、Cotton、Cha Cha、Copper、Comfy、Cosy，父母為種犬 Ned 及 Delsie。
- 6月11日：服務中心導盲幼犬Bess及Bingo完成在港的健康檢查、疫苗注射及狂犬病抗體血液測試，並完成了檢疫周期，分別前往日本及台灣，作為導盲犬捐贈，是香港首次有本土歷史上繁殖導盲犬可作國際性導盲犬支援及交流的創舉。[19]
- 6月23日：九洲導盲犬協會送贈導盲幼犬 Jade 從日本到達香港。
- 7月29日：Herbact與視障人士成功配對，正式畢業成為導盲犬。
- 8月28日：服務中心成功繁殖第5胎導盲幼犬，一共9隻，3男6女，全部米黃色的拉布拉多犬：Don Don, Daisy, Dor Dor, Dx, Diana,Doctor, Dora, Dolce and Dash，父母為種犬 Billy 及 Nimbus。而導盲幼犬Dx將會在11月送贈到韓國三星導盲犬學校，作為導盲犬捐贈。
- 10月17日：中心具備符合國際導盲犬聯盟會員的資歷，經申請後，聯盟派出審核員Miss Gail Glover 到港指導，進行為期一周既全面又嚴謹的體系及運作審核。

### 2018年
- 1月10日： 導盲犬Ape舉行畢業禮，成功與視障人士配對。香港首位本地培訓導盲犬導師李苑甄（Edith），確認其專業資格。以往要考取同樣資格需要遠赴海外相關機構通過考核確認，而香港首次可評核導師資格，成為導盲犬本土化的新里程[20]。
- 3月1日：香港導盲犬服務中心得到國際導盲犬聯盟 (IGDF) 的確認，已正式被接納為聯盟會員（Member Status），率先成為中華人民共和國首間獲得此國際性權威組織資歷的導盲犬機構。這意味著中心的本地化發展已正式獲國際肯定，而本土繁殖及訓練成功的導盲犬，絕對是符合國際水準!
- 5月1日：服務中心繁殖的第6胎導盲幼犬「七彩虹」於5月1日勞動節出生，一胎7隻，3男4女，五黑兩黃的拉布拉多犬：Echo, Emmy, Earnest, Elly, Eian, Eskimo, Einstein，父母為種犬 Aimgo 及 Calla。
- 8月22日：服務中心繁殖的第7胎導盲幼犬「六千金」於8月22日出生，一胎6隻，六女，三黑三黃的拉布拉多犬: Fairy, Fruity, Fay Fay, Freedom, Funny, Foni，父母為種犬 Ned 及 Delsie。

### 2019年
- 1月11日：Almore與視障人士成功配對，正式畢業成為導盲犬。
- 1月11日：香港首個在港受訓及配對成功導盲犬Google退休典禮
- 3月5日：台灣導盲犬協會再次捐贈兩隻導盲幼犬，分別名為 Ben 及 Bryan。
- 6月11日：香港導盲犬協會捐贈一隻導盲幼犬，名為 Vivian。
- 6月25日：日本九州盲導犬協會捐贈一隻導盲幼犬，名為 Amber。
- 8月20日：中部盲導犬協會捐贈兩隻導盲幼犬，分別名為 Doll 及 Dash II。
- 8月31日：導盲犬Copper舉行畢業禮，成功與視障人士配對。

### 2020年
- 4月8日：Doctor與視障人士成功配對，正式畢業成為導盲犬。
- 5月15日：Diana與視障人士成功配對，正式畢業成為導盲犬。
- 6月18日：Dor Dor與視障人士成功配對，正式畢業成為導盲犬。
- 9月23日：Dash與視障人士成功配對，正式畢業成為導盲犬。
- 10月28日：Dolce與視障人士成功配對，正式畢業成為導盲犬。
- 12月15日：中心第一隻導盲犬種犬Tovi因肺癌離逝。[21]
- 12月16日：於打鼓嶺前三和公立學校舉行香港導盲犬訓練學校的動土典禮暨「關愛大使」委任儀式。[22][23]
- 12月16日：正式委任藝員黎諾懿先生為中心之第2任關愛大使。

### 2021年
- 1月11日：香港本地培訓訓練員彭愷婷小姐獲得國際認可的導盲犬訓練員及導盲犬導師的專業資格。
- 4月1日：成為Asian Guide Dogs Breeding Network (亞洲導盲犬繁殖聯盟)會員，在導盲犬培育方面有更好的聯繫及支援。
- 6月5日：由中心繁殖的第8胎導盲幼犬「G胎」於6月5日出生，一胎7隻，4男3女，4黑3黃的拉布拉多犬：Gloria 、Gabe、 Gena、 Ginger、Gasper、Greyson和Gordon，父母為種犬 Ben 及 ChaCha。
- 9月27日：由中心繁殖的第9胎導盲幼犬「I胎」於9月27日出生，一胎2隻，2男，1黑1黃的拉布拉多犬：Iron和Ice，父母為種犬 Ben 及 Fruity。
- 10月18日：中心正式成為國際輔助犬組織 (Assistance Dogs International) (ADI)認可會員，這個國際認證代表著中心與ADI有著共同使命，並將訓練後最好質素的導盲犬提供給視障人士，以提高他們的生活質素。

## 外國引入導盲犬列表
| 犬名    | 到港日期   | 捐助機構                                      |
| ------- | ---------- | --------------------------------------------- |
| Google  | 17/01/2011 | 台灣導盲犬協會                                |
| Iris    | 30/03/2011 | 台灣導盲犬協會                                |
| Tobi    | 26/11/2012 | 日本關西盲導犬協會                            |
| Tovi    | 26/11/2012 | 日本關西盲導犬協會                            |
| Whisky  | 08/01/2013 | 日本關西盲導犬協會                            |
| Walker  | 08/01/2013 | 日本關西盲導犬協會                            |
| Yoyo    | 30/08/2013 | 台灣導盲犬協會                                |
| Yahoo   | 30/08/2013 | 台灣導盲犬協會                                |
| Range   | 25/10/2013 | 日本名古屋中部盲導犬協會                      |
| Billy   | 06/03/2014 | 台灣導盲犬協會                                |
| Coby    | 06/03/2014 | 台灣導盲犬協會                                |
| Delsie  | 13/11/2014 | 英國導盲犬協會                                |
| Fraser  | 13/11/2014 | 英國導盲犬協會                                |
| Ned     | 17/04/2015 | 美國著名導盲犬學校 Guiding Eyes for the Blind |
| Nimbus  | 17/04/2015 | 美國著名導盲犬學校 Guiding Eyes for the Blind |
| Calla   | 27/01/2016 | 美國著名導盲犬學校 Guiding Eyes for the Blind |
| Jade    | 22/06/2017 | 日本九州盲導犬協會                            |
| Ben     | 05/03/2019 | 台灣導盲犬協會                                |
| Bryan   | 05/03/2019 | 台灣導盲犬協會                                |
| Dash II | 20/08/2019 | 日本中部盲導犬協會                            |
| Doll    | 20/08/2019 | 日本中部盲導犬協會                            |

## 中心繁殖導盲犬列表
| 犬名      | 出生日期   | 父     | 母     |
| --------- | ---------- | ------ | ------ |
| Holly     | 21/03/2015 | Billy  | Yoyo   |
| Herbact   | 21/03/2015 | Billy  | Yoyo   |
| Hardos    | 21/03/2015 | Billy  | Yoyo   |
| Happy     | 21/03/2015 | Billy  | Yoyo   |
| Apple     | 13/03/2016 | Tovi   | Delsie |
| Ape       | 13/03/2016 | Tovi   | Delsie |
| Amigo     | 13/03/2016 | Tovi   | Delsie |
| Almore    | 13/03/2016 | Tovi   | Delsie |
| AA        | 13/03/2016 | Tovi   | Delsie |
| Beacon    | 28/07/2016 | Fraser | Calla  |
| Bingo     | 28/07/2016 | Fraser | Calla  |
| Bruno     | 28/07/2016 | Fraser | Calla  |
| Blueprint | 28/07/2016 | Fraser | Calla  |
| Brighten  | 28/07/2016 | Fraser | Calla  |
| Bess      | 28/07/2016 | Fraser | Calla  |
| Buck      | 28/07/2016 | Fraser | Calla  |
| BooBoo    | 28/07/2016 | Fraser | Calla  |
| Chester   | 30/05/2017 | Ned    | Delsie |
| Cotton    | 30/05/2017 | Ned    | Delsie |
| Cha Cha   | 30/05/2017 | Ned    | Delsie |
| Copper    | 30/05/2017 | Ned    | Delsie |
| Comfy     | 30/05/2017 | Ned    | Delsie |
| Cosy      | 30/05/2017 | Ned    | Delsie |
| Don Don   | 28/08/2017 | Billy  | Nimbus |
| Daisy     | 28/08/2017 | Billy  | Nimbus |
| Dor Dor   | 28/08/2017 | Billy  | Nimbus |
| Dx        | 28/08/2017 | Billy  | Nimbus |
| Diana     | 28/08/2017 | Billy  | Nimbus |
| Doctor    | 28/08/2017 | Billy  | Nimbus |
| Dora      | 28/08/2017 | Billy  | Nimbus |
| Dolce     | 28/08/2017 | Billy  | Nimbus |
| Dash      | 28/08/2017 | Billy  | Nimbus |
| Echo      | 1/5/2018   | Amigo  | Calla  |
| Emmy      | 1/5/2018   | Amigo  | Calla  |
| Earnest   | 1/5/2018   | Amigo  | Calla  |
| Elly      | 1/5/2018   | Amigo  | Calla  |
| Eian      | 1/5/2018   | Amigo  | Calla  |
| Eskimo    | 1/5/2018   | Amigo  | Calla  |
| Einstein  | 1/5/2018   | Amigo  | Calla  |
| Fairy     | 22/08/2018 | Ned    | Delsie |
| Fruity    | 22/08/2018 | Ned    | Delsie |
| Fay Fay   | 22/08/2018 | Ned    | Delsie |
| Freedom   | 22/08/2018 | Ned    | Delsie |
| Funny     | 22/08/2018 | Ned    | Delsie |
| Foni      | 22/08/2018 | Ned    | Delsie |

## 已配對導盲犬列表
| 犬名    | 畢業日期   | 來源 |
| ------- | ---------- | ---- |
| Google  | 18/07/2012 | 台灣 |
| Range   | 14/10/2014 | 日本 |
| Walker  | 1/2015     | 日本 |
| Tobi    | 27/09/2015 | 日本 |
| Whisky  | 27/09/2015 | 日本 |
| Yoyo    | 20/03/2016 | 台灣 |
| Coby    | 15/05/2016 | 台灣 |
| Holly   | 20/04/2017 | 香港 |
| Happy   | 20/04/2017 | 香港 |
| Herbact | 09/08/2017 | 香港 |
| Ape     | 10/01/2018 | 香港 |
| Almore  | 11/01/2019 | 香港 |
| Copper  | 11/01/2019 | 香港 |
| Cotton  | 10/01/2020 | 香港 |
| Comfy   | 10/01/2020 | 香港 |
| Doctor  | 8/04/2020  | 香港 |
| Diana   | 15/05/2020 | 香港 |
| Dor Dor | 18/06/2020 | 香港 |
| Dash    | 23/09/2020 | 香港 |
| Dolce   | 28/10/2020 | 香港 |

## 香港導盲犬服務中心關愛大使
- 2014年5月25日－2020年6月2日：胡杏兒
- 2020年12月16日－：黎諾懿

## 外部連接
- 官方網站 （页面存档备份，存于）